# Jan-Friedrich Doerks
Jan-Friedrich Doerks (* 16. Januar 2001) ist ein deutscher Skilangläufer.

## Werdegang
Doerks, der für den SWV Goldlauter startet und den Zoll-Ski-Team angehört, nahm von 2018 bis 2021 an U20-Rennen im Alpencup teil und belegte beim Europäischen Olympischen Winter-Jugendfestival 2019 in Sarajevo den 26. Platz über 7,5 km Freistil, den 21. Rang über 10 km klassisch sowie den 16. Platz im Sprint. Bei den Junioren-Skiweltmeisterschaften 2020 in Oberwiesenthal wurde er über 10 km klassisch sowie mit der Staffel jeweils Siebter. Im folgenden Jahr gewann er bei den Junioren-Skiweltmeisterschaften in Vuokatti die Silbermedaille im 30-km-Massenstartrennen. Zudem kam er dort auf den 32. Platz im Sprint, auf den 15. Rang über 10 km Freistil und auf den fünften Platz mit der Staffel. In der Saison 2021/22 nahm er in Ulrichen erstmals am Alpencup teil, wobei er den neunten Platz über 15 km klassisch, den 70. Platz im Sprint und den 26. Platz im 15-km-Massenstartrennen errang. Bei den U23-Weltmeisterschaften 2022 in Lygna lief er auf den 37. Platz im Sprint, auf den 12. Rang über 15 km klassisch sowie auf den sechsten Platz mit der Staffel und bei den U23-Weltmeisterschaften 2023 in Whistler auf den 20. Platz über 10 km Freistil sowie auf den 14. Rang im 20-km-Massenstartrennen. Zudem erreichte er im Januar 2023 in Oberwiesenthal mit dem zweiten Platz im 20-km-Massenstartrennen seine erste Podestplatzierung im Alpencup. Im Januar 2024 startete er in Oberhof erstmals im Skilanglauf-Weltcup, wobei er mit dem 50. Platz im Sprint und mit dem 26. Rang im 20-km-Massenstartrennen seine ersten Weltcuppunkte holen konnte.